# Orthopsyche mcfarlanei
Orthopsyche mcfarlanei là một loài Trichoptera trong họ Hydropsychidae. Chúng phân bố ở miền Australasia.